# Tubulipora carinata
Tubulipora carinata är en mossdjursart som beskrevs av John Borg 1944. Tubulipora carinata ingår i släktet Tubulipora och familjen Tubuliporidae. Inga underarter finns listade i Catalogue of Life.